# Éliminatoires de la Coupe du monde féminine de football 2019 : zone Europe
 (juin 2017).
Navigation
Édition précédente Édition suivante
Les éliminatoires de la zone Europe permettent de qualifier 8 équipes de l'UEFA pour la Coupe du monde féminine de football 2019, qui se déroule en France du 7 juin au 7 juillet 2019.

## Programme
Qualifiée d'office : France, en tant que pays organisateur.
Non-participants : Arménie, Azerbaïdjan, Bulgarie, Chypre, Gibraltar, Liechtenstein, Macédoine - Il n'y a pas de sélection pour Saint-Marin.
Au total, 46 des 55 nations de l'UEFA participent à ces éliminatoires, qui se déroulent en trois tours :
- Un tour préliminaire (du 6 au 11 avril 2017) entre les 16 équipes les moins bien classées de l'UEFA, réparties en 4 groupe de 4 qui se rencontrent en tournois toutes rondes simples. Les vainqueurs de groupe ainsi que la meilleure deuxième accèdent au tour suivant.
- Un tour principal (du 11 septembre 2017 au 4 septembre 2018) oppose 35 équipes réparties en 7 groupes de 5, qui s'affrontent en tournois toutes rondes en aller-retour. Les vainqueurs de groupe sont directement qualifiés pour la Coupe du monde 2019. Les quatre meilleures deuxièmes accèdent aux barrages.
- Des barrages (du 5 octobre au 13 novembre 2018) à élimination directe en matchs aller-retour sur deux tours (demi-finales et finale) pour désigner la dernière équipe qualifiée.

### Règlement
Le règlement est celui de l'UEFA relatif à ces éliminatoires :

### Classement de groupe
- une victoire compte pour 3 points ;
- un match nul compte pour 1 point ;
- une défaite compte pour 0 point.

Le classement des équipes est établi selon les critères suivants :
1. Le plus grand nombre de points obtenus dans tous les matchs du groupe.
En cas d'égalité :
2. Plus grand nombre de points obtenus dans les matchs disputés entre les équipes à égalité ;
3. Meilleure différence de buts dans les matchs disputés entre les équipes à égalité ;
4. Plus grand nombre de buts marqués lors des matchs disputés entre les équipes à égalité ;
5. Plus grand nombre de buts marqués à l'extérieur lors des matchs disputés entre les équipes à égalité ;
6. Si, après l'application des critères 2 à 5, seule une partie des équipes sont encore à égalité, on reprend les critères 2 à 5 pour les équipes concernées par cette nouvelle égalité.
Si, après l'application des critères 2 à 5, des équipes sont encore à égalité, les critères suivants s’appliquent :
7. Meilleure différence de buts dans tous les matchs du groupe ;
8. Plus grand nombre de buts marqués dans tous les matchs du groupe ;
9. Plus grand nombre de buts marqués à l'extérieur dans tous les matchs du groupe ;
10. Si lors du tour préliminaire uniquement, deux et seulement deux équipes sont concernées par une même égalité, se rencontrent lors de leur dernière journée et que ces deux équipes restent qualifiables (ce critère ne peut servir à départager troisième et quatrième), une séance de tirs au but a lieu à la fin du temps réglementaire ;
11. Classement ddisciplinaire dans tous les matchs du groupe, en appliquant le barème suivant :
  - Un carton jaune compte pour -1 point ;
  - Un second carton jaune dans le même match pour une même joueuse compte pour -2 points ;
  - Un carton rouge direct compte pour -3 points ;
12. Position dans le classement par coefficient des équipes nationales féminines de l’UEFA utilisé lors du tirage au sort.

### Classement des deuxièmes
Ce classement ne tient pas compte des matchs disputés contre l'équipe dernière du groupe.
Le classement des équipes est établi grâce aux critères suivants :
1. Le plus grand nombre de points ;
2. Meilleure différence de buts ;
3. Plus grand nombre de buts marqués ;
4. Plus grand nombre de buts marqués à l'extérieur ;
5. Classement disciplinaire dans tous les matchs du groupe, en appliquant le barème suivant :
  - Un carton jaune compte pour -1 point ;
  - Un second carton jaune dans le même match pour une même joueuse compte pour -2 points ;
  - Un carton rouge direct compte pour -3 points ;
6. Position dans le classement par coefficient des équipes nationales féminines de l’UEFA utilisé lors du tirage au sort.

### Barrages
Chaque confrontation en barrage se déroule en matchs aller et retour.
Le qualifié est désigné suivant :
1. Plus grand nombre de buts marqués sur l'ensemble des deux matchs.
En cas d'égalité :
2. Plus grand nombre de buts marqués à l'extérieur ;
3. En cas d'égalité parfaite, c'est-à-dire de score identique lors des deux rencontres, des prolongations ont lieu. En cas d'égalité à la fin de ces prolongations :
  - Si des buts ont été marqués, l'équipe qui recevait lors du match aller est qualifiée car ces buts sont comptabilisés comme buts à l'extérieur ;
  - Si aucun but n'a été marqué :
4. Une séance de tirs au but désigne l'équipe qualifiée.

## Tour préliminaire
Le tirage au sort du tour préliminaire a lieu le 19 janvier 2017.
Répartition des équipes avant le tirage au sort :
| Pot A                           | Pot B                               | Pot C                             | Pot D                              |
| ------------------------------- | ----------------------------------- | --------------------------------- | ---------------------------------- |
| Turquie Israël Grèce Kazakhstan | Estonie Albanie Îles Féroé Moldavie | Malte Monténégro Géorgie Lituanie | Lettonie Luxembourg Andorre Kosovo |

### Groupe 1
| Rang | Équipe      | Pts | J | G | N | P | Bp | Bc | Diff |  | Résultats (▼ dom., ► ext.) |  |     |     |     |
| ---- | ----------- | --- | - | - | - | - | -- | -- | ---- |  | -------------------------- |  | --- | --- | --- |
| 1    | Kazakhstan  | 7   | 3 | 2 | 1 | 0 | 4  | 2  | +2   |  | Kazakhstan                 |  | 2-2 | 1-0 | 1-0 |
| 2    | Lettonie    | 5   | 3 | 1 | 2 | 0 | 7  | 3  | +4   |  | Lettonie                   |  |     | 1-1 | 4-0 |
| 3    | Géorgie (H) | 4   | 3 | 1 | 1 | 1 | 3  | 3  | 0    |  | Géorgie (H)                |  |     |     | 2-1 |
| 4    | Estonie     | 0   | 3 | 0 | 0 | 3 | 1  | 7  | -6   |  | Estonie                    |  |     |     |     |

### Groupe 2
| Rang | Équipe      | Pts | J | G | N | P | Bp | Bc | Diff |  | Résultats (▼ dom., ► ext.) |  |     |     |     |
| ---- | ----------- | --- | - | - | - | - | -- | -- | ---- |  | -------------------------- |  | --- | --- | --- |
| 1    | Albanie (H) | 7   | 3 | 2 | 1 | 0 | 5  | 3  | +2   |  | Albanie (H)                |  | 2-1 | 0-0 | 3-2 |
| 2    | Grèce       | 6   | 3 | 2 | 0 | 1 | 8  | 2  | +6   |  | Grèce                      |  |     | 1-0 | 6-0 |
| 3    | Malte       | 4   | 3 | 1 | 1 | 1 | 3  | 2  | +1   |  | Malte                      |  |     |     | 3-1 |
| 4    | Kosovo      | 0   | 3 | 0 | 0 | 3 | 3  | 12 | -9   |  | Kosovo                     |  |     |     |     |

### Groupe 3
| Rang | Équipe       | Pts | J | G | N | P | Bp | Bc | Diff |  | Résultats (▼ dom., ► ext.) |  |     |     |     |
| ---- | ------------ | --- | - | - | - | - | -- | -- | ---- |  | -------------------------- |  | --- | --- | --- |
| 1    | Israël       | 7   | 3 | 2 | 1 | 0 | 9  | 0  | +9   |  | Israël                     |  | 0-0 | 2-0 | 7-0 |
| 2    | Moldavie     | 7   | 3 | 2 | 1 | 0 | 6  | 0  | +6   |  | Moldavie                   |  |     | 2-0 | 4-0 |
| 3    | Lituanie (H) | 3   | 3 | 1 | 0 | 2 | 2  | 4  | -2   |  | Lituanie (H)               |  |     |     | 2-0 |
| 4    | Andorre      | 0   | 3 | 0 | 0 | 3 | 0  | 13 | -13  |  | Andorre                    |  |     |     |     |

### Groupe 4
| Rang | Équipe         | Pts | J | G | N | P | Bp | Bc | Diff |  | Résultats (▼ dom., ► ext.) |  |     |     |     |
| ---- | -------------- | --- | - | - | - | - | -- | -- | ---- |  | -------------------------- |  | --- | --- | --- |
| 1    | Îles Féroé (H) | 9   | 3 | 3 | 0 | 0 | 9  | 3  | +6   |  | Îles Féroé (H)             |  | 2-1 | 2-1 | 5-1 |
| 2    | Turquie        | 6   | 3 | 2 | 0 | 1 | 13 | 3  | +10  |  | Turquie                    |  |     | 3-0 | 9-1 |
| 3    | Monténégro     | 3   | 3 | 1 | 0 | 2 | 8  | 6  | +2   |  | Monténégro                 |  |     |     | 7-1 |
| 4    | Luxembourg     | 0   | 3 | 0 | 0 | 3 | 3  | 21 | -18  |  | Luxembourg                 |  |     |     |     |

### Classement des deuxièmes
Le classement comparatif des deuxièmes ne prend en compte que les résultats contre les premiers et troisièmes de groupes (donc en ignorant les derniers). L'équipe classée première se qualifie pour le tour principal.
| Rang | Équipe   | Pts | J | G | N | P | Bp | Bc | Diff |
| ---- | -------- | --- | - | - | - | - | -- | -- | ---- |
| 1    | Moldavie | 4   | 2 | 1 | 1 | 0 | 2  | 0  | +2   |
| 2    | Turquie  | 3   | 2 | 1 | 0 | 1 | 4  | 2  | +2   |
| 3    | Grèce    | 3   | 2 | 1 | 0 | 1 | 2  | 2  | 0    |
| 4    | Lettonie | 2   | 2 | 0 | 2 | 0 | 3  | 3  | 0    |

### Meilleures buteuses
4 buts
- Selen Altunkulak
- Melike Pekel

3 buts
- Armisa Kuč
- Ebru Topçu

## Tour principal
Le tirage au sort a lieu le 25 avril 2017 à Nyon.
Répartition des équipes avant le tirage au sort :
| Pot A                                                    | Pot B                                                     | Pot C                                                                          | Pot D                                                                     | Pot E                                                                 |
| -------------------------------------------------------- | --------------------------------------------------------- | ------------------------------------------------------------------------------ | ------------------------------------------------------------------------- | --------------------------------------------------------------------- |
| Allemagne Angleterre Norvège Suède Italie Suisse Espagne | Pays-Bas Islande Écosse Danemark Autriche Belgique Russie | Finlande Ukraine Pays de Galles Roumanie Pologne Tchéquie République d'Irlande | Portugal Serbie Hongrie Bosnie-Herzégovine Biélorussie Slovaquie Slovénie | Irlande du Nord Croatie Israël Kazakhstan Albanie Îles Féroé Moldavie |

### Groupe 1
| Rang | Équipe             | Pts | J | G | N | P | Bp | Bc | Diff |  | Résultats (▼ dom., ► ext.) |     |     |     |     |     |
| ---- | ------------------ | --- | - | - | - | - | -- | -- | ---- |  | -------------------------- | --- | --- | --- | --- | --- |
| 1    | Angleterre         | 22  | 8 | 7 | 1 | 0 | 29 | 1  | +28  |  | Angleterre                 |     | 0-0 | 6-0 | 4-0 | 5-0 |
| 2    | Pays de Galles     | 17  | 8 | 5 | 2 | 1 | 7  | 3  | +4   |  | Pays de Galles             | 0-3 |     | 3-0 | 1-0 | 1-0 |
| 3    | Russie             | 13  | 8 | 4 | 1 | 3 | 16 | 13 | +3   |  | Russie                     | 1-3 | 0-0 |     | 3-0 | 3-0 |
| 4    | Bosnie-Herzégovine | 3   | 8 | 1 | 0 | 7 | 3  | 19 | -16  |  | Bosnie-Herzégovine         | 0-2 | 0-1 | 1-6 |     | 0-2 |
| 5    | Kazakhstan         | 3   | 8 | 1 | 0 | 7 | 2  | 21 | -19  |  | Kazakhstan                 | 0-6 | 0-1 | 0-3 | 0-2 |     |

1. 1 2 3 4  Conformément au point 7 du règlement sur les équipes à égalité, la Bosnie-Herzégovine devance le Kazakhstan grâce à une meilleure différence de buts collective, leur confrontation privée ayant donné deux résultats identiques

### Groupe 2
| Rang | Équipe      | Pts | J | G | N | P | Bp | Bc | Diff |  | Résultats (▼ dom., ► ext.) |     |     |     |     |     |
| ---- | ----------- | --- | - | - | - | - | -- | -- | ---- |  | -------------------------- | --- | --- | --- | --- | --- |
| 1    | Écosse      | 21  | 8 | 7 | 0 | 1 | 19 | 7  | +12  |  | Écosse                     |     | 2-1 | 3-0 | 5-0 | 2-1 |
| 2    | Suisse      | 19  | 8 | 6 | 1 | 1 | 21 | 5  | +16  |  | Suisse                     | 1-0 |     | 2-1 | 5-1 | 3-0 |
| 3    | Pologne     | 11  | 8 | 3 | 2 | 3 | 16 | 12 | +4   |  | Pologne                    | 2-3 | 0-0 |     | 1-1 | 4-1 |
| 4    | Albanie     | 4   | 8 | 1 | 1 | 6 | 6  | 22 | -16  |  | Albanie                    | 1-2 | 1-4 | 1-4 |     | 1-0 |
| 5    | Biélorussie | 3   | 8 | 1 | 0 | 7 | 5  | 21 | -16  |  | Biélorussie                | 1-2 | 0-5 | 1-4 | 1-0 |     |

### Groupe 3
| Rang | Équipe               | Pts | J | G | N | P | Bp | Bc | Diff |  | Résultats (▼ dom., ► ext.) |     |     |     |     |     |
| ---- | -------------------- | --- | - | - | - | - | -- | -- | ---- |  | -------------------------- | --- | --- | --- | --- | --- |
| 1    | Norvège              | 21  | 8 | 7 | 0 | 1 | 22 | 4  | +18  |  | Norvège                    |     | 2-1 | 1-0 | 4-1 | 6-1 |
| 2    | Pays-Bas             | 19  | 8 | 6 | 1 | 1 | 22 | 2  | +20  |  | Pays-Bas                   | 1-0 |     | 0-0 | 7-0 | 1-0 |
| 3    | République d'Irlande | 13  | 8 | 4 | 1 | 3 | 10 | 6  | +4   |  | République d'Irlande       | 0-2 | 0-2 |     | 4-0 | 2-1 |
| 4    | Irlande du Nord      | 3   | 8 | 1 | 0 | 7 | 4  | 27 | -23  |  | Irlande du Nord            | 0-3 | 0-5 | 0-2 |     | 0-1 |
| 5    | Slovaquie            | 3   | 8 | 1 | 0 | 7 | 4  | 23 | -19  |  | Slovaquie                  | 0-4 | 0-5 | 0-2 | 1-3 |     |

1. 1 2 3 4  Conformément au point 3 du règlement sur les équipes à égalité, l'Irlande du Nord l'ayant emporté 3-1 contre 1-0 lors des deux confrontations privées devance la Slovaquie

### Groupe 4
| Rang | Équipe   | Pts | J | G | N | P | Bp | Bc | Diff |  | Résultats (▼ dom., ► ext.) |     |     |     |     |     |
| ---- | -------- | --- | - | - | - | - | -- | -- | ---- |  | -------------------------- | --- | --- | --- | --- | --- |
| 1    | Suède    | 21  | 8 | 7 | 0 | 1 | 22 | 2  | +20  |  | Suède                      |     | 3-0 | 3-0 | 5-0 | 4-0 |
| 2    | Danemark | 16  | 8 | 5 | 1 | 2 | 22 | 8  | +14  |  | Danemark                   | 0-1 |     | 1-0 | 5-1 | 1-1 |
| 3    | Ukraine  | 13  | 8 | 4 | 1 | 3 | 9  | 10 | -1   |  | Ukraine                    | 1-0 | 1-5 |     | 2-0 | 1-1 |
| 4    | Hongrie  | 4   | 8 | 1 | 1 | 6 | 8  | 26 | -18  |  | Hongrie                    | 1-4 | 1-6 | 0-1 |     | 2-2 |
| 5    | Croatie  | 3   | 8 | 0 | 3 | 5 | 5  | 20 | -15  |  | Croatie                    | 0-2 | 0-4 | 0-3 | 1-3 |     |

- Prévu le 20 octobre 2017 à 18 h 15 au stade Gamla Ullevi à Gothenburg, le match Suède - Danemark est annulé à cause d'un conflit entre les joueuses danoises et leur fédération[2]. L'équipe du Danemark est sanctionnée pour refus de jouer par l'UEFA. Le match est donné gagnant par forfait pour la Suède sur le score de 3-0[3].

### Groupe 5
| Rang | Équipe     | Pts | J | G | N | P | Bp | Bc | Diff |  | Résultats (▼ dom., ► ext.) |     |     |     |     |      |
| ---- | ---------- | --- | - | - | - | - | -- | -- | ---- |  | -------------------------- | --- | --- | --- | --- | ---- |
| 1    | Allemagne  | 21  | 8 | 7 | 0 | 1 | 38 | 3  | +35  |  | Allemagne                  |     | 2-3 | 4-0 | 6-0 | 11-0 |
| 2    | Islande    | 17  | 8 | 5 | 2 | 1 | 22 | 6  | +16  |  | Islande                    | 0-2 |     | 1-1 | 2-0 | 8-0  |
| 3    | Tchéquie   | 14  | 8 | 4 | 2 | 2 | 20 | 8  | +12  |  | Tchéquie                   | 0-1 | 1-1 |     | 2-0 | 4-1  |
| 4    | Slovénie   | 6   | 8 | 2 | 0 | 6 | 9  | 20 | -11  |  | Slovénie                   | 0-4 | 0-2 | 0-4 |     | 5-0  |
| 5    | Îles Féroé | 0   | 8 | 0 | 0 | 8 | 1  | 53 | -52  |  | Îles Féroé                 | 0-8 | 0-5 | 0-8 | 0-4 |      |

### Groupe 6
| Rang | Équipe   | Pts | J | G | N | P | Bp | Bc | Diff |  | Résultats (▼ dom., ► ext.) |     |     |     |     |      |
| ---- | -------- | --- | - | - | - | - | -- | -- | ---- |  | -------------------------- | --- | --- | --- | --- | ---- |
| 1    | Italie   | 21  | 8 | 7 | 0 | 1 | 19 | 4  | +15  |  | Italie                     |     | 2-1 | 3-0 | 3-0 | 5-0  |
| 2    | Belgique | 19  | 8 | 6 | 1 | 1 | 28 | 6  | +22  |  | Belgique                   | 2-1 |     | 1-1 | 3-2 | 12-0 |
| 3    | Portugal | 11  | 8 | 3 | 2 | 3 | 22 | 8  | +14  |  | Portugal                   | 0-1 | 0-1 |     | 5-1 | 8-0  |
| 4    | Roumanie | 5   | 8 | 1 | 2 | 5 | 7  | 15 | -8   |  | Roumanie                   | 0-1 | 0-1 | 1-1 |     | 3-1  |
| 5    | Moldavie | 1   | 8 | 0 | 1 | 7 | 2  | 45 | -43  |  | Moldavie                   | 1-3 | 0-7 | 0-7 | 0-0 |      |

### Groupe 7
| Rang | Équipe   | Pts | J | G | N | P | Bp | Bc | Diff |  | Résultats (▼ dom., ► ext.) |     |     |     |     |     |
| ---- | -------- | --- | - | - | - | - | -- | -- | ---- |  | -------------------------- | --- | --- | --- | --- | --- |
| 1    | Espagne  | 24  | 8 | 8 | 0 | 0 | 25 | 2  | +23  |  | Espagne                    |     | 4-0 | 5-1 | 3-0 | 2-0 |
| 2    | Autriche | 16  | 8 | 5 | 1 | 2 | 19 | 7  | +12  |  | Autriche                   | 0-1 |     | 4-1 | 1-1 | 2-0 |
| 3    | Finlande | 10  | 8 | 3 | 1 | 4 | 9  | 13 | -4   |  | Finlande                   | 0-2 | 0-2 |     | 1-0 | 4-0 |
| 4    | Serbie   | 7   | 8 | 2 | 1 | 5 | 5  | 13 | -8   |  | Serbie                     | 1-2 | 0-4 | 0-2 |     | 2-0 |
| 5    | Israël   | 1   | 8 | 0 | 1 | 7 | 0  | 23 | -23  |  | Israël                     | 0-6 | 0-6 | 0-0 | 0-1 |     |

### Classement des deuxièmes
Afin de déterminer les quatre barragistes, un classement comparatif des deuxièmes de groupe est établi en prenant en compte les résultats contre les premiers, troisièmes et quatrièmes de groupe (la cinquième équipe est ignorée). Les quatre premières sont barragistes.
| Rang | Équipe         | Pts | J | G | N | P | Bp | Bc | Diff |
| ---- | -------------- | --- | - | - | - | - | -- | -- | ---- |
| 1    | Pays-Bas       | 13  | 6 | 4 | 1 | 1 | 16 | 2  | +14  |
| 2    | Suisse         | 13  | 6 | 4 | 1 | 1 | 13 | 5  | +8   |
| 3    | Belgique       | 13  | 6 | 4 | 1 | 1 | 9  | 6  | +3   |
| 4    | Danemark       | 12  | 6 | 4 | 0 | 2 | 17 | 7  | +10  |
| 5    | Islande        | 11  | 6 | 3 | 2 | 1 | 9  | 6  | +3   |
| 6    | Pays de Galles | 11  | 6 | 3 | 2 | 1 | 5  | 3  | +2   |
| 7    | Autriche       | 10  | 6 | 3 | 1 | 2 | 11 | 7  | +4   |

## Barrages

### Demi-finales
| Équipe   | Aller | Total | Retour | Équipe   |
| -------- | ----- | ----- | ------ | -------- |
| Pays-Bas | 2 - 0 | 4 - 1 | 2 - 1  | Danemark |

| Équipe   | Aller | Total  | Retour | Équipe |
| -------- | ----- | ------ | ------ | ------ |
| Belgique | 2 - 2 | 3 - 3E | 1 - 1  | Suisse |

### Finale
| Équipe   | Aller | Total | Retour | Équipe |
| -------- | ----- | ----- | ------ | ------ |
| Pays-Bas | 3 - 0 | 4 - 1 | 1 - 1  | Suisse |

## Équipes qualifiées
| Rang     | Groupe               | Nation     | Date             |
| -------- | -------------------- | ---------- | ---------------- |
| Premier  | Groupe 1             | Angleterre | 31 août 2018     |
| Premier  | Groupe 2             | Écosse     | 4 septembre 2018 |
| Premier  | Groupe 3             | Norvège    | 4 septembre 2018 |
| Premier  | Groupe 4             | Suède      | 4 septembre 2018 |
| Premier  | Groupe 5             | Allemagne  | 4 septembre 2018 |
| Premier  | Groupe 6             | Italie     | 8 juin 2018      |
| Premier  | Groupe 7             | Espagne    | 8 juin 2018      |
| Deuxième | Vainqueur du barrage | Pays-Bas   | 13 novembre 2018 |

## Records

### Spectateurs
Toutes phases confondues (>= 10 000)
- 30 238 pour le match  Pays-Bas -  Irlande du Nord, le 6 avril 2018 au stade Philips à Eindhoven
- 25 603 pour le match  Angleterre -  Pays de Galles, le 6 avril 2018 au St Mary's Stadium à Southampton
- 23 750 pour le match  Pays-Bas -  Suisse, le 9 novembre 2018 au stade de Galgenwaard à Utrecht
- 23 221 pour le match  Pays-Bas -  Slovaquie, le 12 juin 2018 au stade Abe-Lenstra à Heerenveen
- 20 980 pour le match  Pays-Bas -  Norvège, le 24 octobre 2017 au stade Euroborg à Groningue
- 17 000 pour le match  Pays-Bas -  Danemark, le 5 octobre 2018 au stade Rat Verlegh à Bréda
- 11 400 pour le match  Pays-Bas -  République d'Irlande, le 28 novembre 2017 au stade de Goffert à Nimègue
- 10 026 pour le match  Angleterre -  Bosnie-Herzégovine, le 24 novembre 2017 au Bescot Stadium (en) à Walsall

### Équipes
Uniquement sur la phase de groupes
- Plus grand nombre de points :  Espagne : 24 points ;
- Meilleure attaque :  Allemagne : 38 buts ;
- Meilleure défense :  Angleterre : 1 but ;
- Meilleure différence de buts :  Allemagne : +35 ;
- Plus gros écart : +12 ( Belgique -  Moldavie 12-0 le 19 septembre 2017) ;
- Plus gros écart à l'extérieur : +8 ( Îles Féroé -  Tchéquie 0-8 le 14 septembre 2017) et ( Îles Féroé -  Allemagne 0-8 le 4 septembre 2018).

### Meilleures buteuses
Uniquement sur la phase de groupes
9 buts
- Janice Cayman

7 buts
- Jennifer Hermoso
- Cristiana Girelli
- Lisa-Marie Karlseng Utland

6 buts
- Alexandra Popp
- Lea Schüller
- Nadia Nadim
- Sanne Troelsgaard Nielsen
- Nikita Parris
- Caroline Graham Hansen
- Elena Danilova
- Nadezhda Smirnova
- Lara Dickenmann

5 buts
- Tessa Wullaert
- Pernille Harder
- Sherida Spitse
- Ewa Pajor
- Diana Silva